# Чарочниця
Чарочниця (Physcomitrella) — рід мохів, що включає два види. Physcomitrella patens є модельним організмом у лабораторних дослідженнях. Physcomitrella readeri досить схожий, вирізняється лише тонкими характеристиками. Насправді часто обговорювали, чи правильно їх вважати окремими видами чи одним видом.
Physcomitrella відокремилася від квіткових рослин понад 400 мільйонів років тому, тому різниця між групами вказує на зміни в геномі, які супроводжували адаптацію рослин до життя на суші.